# Römischer Diktator
Der Diktator (lateinisch dictator) war der Inhaber eines mit weitgehenden Vollmachten ausgestatteten, aber zeitlich befristeten politischen Amts in der Römischen Republik.
Bei der Diktatur handelte es sich um ein gesetzmäßiges, wenn auch außerordentliches, Magistratsamt (magistratus extraordinarius), in dem das für die Ämter des cursus honorum übliche Prinzip der Kollegialität nicht galt: An die Stelle der beiden Konsuln trat also jeweils nur ein Diktator, der auch den übrigen Magistratsbeamten übergeordnet war und für Taten während seiner Amtszeit nicht belangt werden konnte. Er hatte das summum imperium inne.

## Amtszeit und Aufgaben
Angesichts der historisch begründeten Abneigung der Römer gegen eine dauerhaft unbegrenzte Herrschaftsgewalt, wie sie die römischen Könige besaßen, wurde die Amtszeit eines Diktators, der nur in besonderen Situationen berufen wurde, auf maximal sechs Monate begrenzt. Außerdem war seiner vollständigen Amtsbezeichnung oft die spezielle Aufgabe beigefügt, die er zu lösen hatte:
- zur Kriegsführung[1] (rei gerundae causa)
- zur Besänftigung inneren Aufruhrs (seditionis sedandae causa)
- zur Abhaltung von Wahlen (comitiorum habendorum causa)
- zum rituellen Einschlagen eines Nagels (clavus annalis) im Jupitertempel (clavi figendi causa)
- für die Abhaltung von Spielen (ludorum faciendorum causa)
- zur Durchführung von Gerichtsverfahren (quaestionibus exercendis)
- zur Auffüllung des Senats (nur einmal belegt) (legendo senatui)
- zur Schreibung neuer Gesetze und Neubildung des Staates (nur von Sulla belegt) (legibus faciendis et rei publicae constituendae causa)

Spezialdiktaturen:
- zur Lesung der Senatsliste – nur 216 v. Chr. nach der Schlacht von Cannae belegt (senatus legendi causa)
- zur Festsetzung von Festtagen bei bestimmten Vorzeichen – nur 344 v. Chr. belegt (feriarum constituendarum causa)
- zur Ausrichtung des Latinerfestes – nur 257 v. Chr. während des ersten Punischen Krieges belegt (feriarum Latinarum causa)
- zur Abhaltung von Votivspielen – eventuell 358 v. Chr., 322 v. Chr. und 208 v. Chr., Quellen sind sich unsicher (ludorum faciendorum causa)

In solchen Fällen konnte seine Amtsführung manchmal auch nur wenige Tage betragen, denn man erwartete von den Diktatoren, dass sie ihr Amt vorzeitig niederlegten, sobald die unmittelbare Aufgabe, zu deren Erledigung sie mit den diktatorischen Vollmachten ausgestattet wurden, gelöst war. Dies gebot ihnen als actus contrarius zur Ernennung die dem Amt innewohnende Abdikationspflicht.
Erst gegen Ende der Römischen Republik gab es Versuche, die maximale Amtszeit von sechs Monaten zu verlängern, zunächst bei Sulla und schließlich bei Gaius Iulius Caesar, dessen Amtszeit denn auch die Wende in der römischen Verfassungsgeschichte von der Magistratsherrschaft hin zur Herrschaft einer einzelnen Person brachte, wie sie dann unter Augustus als Prinzipat verwirklicht wurde. Auch diesen Langzeit-Diktatoren war ihre sehr umfangreiche Aufgabenstellung mitgegeben: dictator legibus scribundis et rei publicae constituendae (Erlassung von Gesetzen und Neugestaltung des Staates).

## Frühe Geschichte
Nach dem Sturz der Monarchie in Rom (traditionell um das Jahr 510 v. Chr.) und der Errichtung der Republik beugte man einer künftigen Alleinherrschaft dadurch vor, dass von nun an zwei gleichberechtigte Konsuln bestimmt wurden, die für ein Jahr amtierten; ein Konsul konnte dabei gegen Maßnahmen des anderen sein Veto einlegen (Interzessionsrecht). Angesichts der Gefährdung der Römischen Republik durch Angriffe von außen erkannte man aber bald, dass in Notzeiten eine straffere Führung von Vorteil sein konnte. Daher entschloss man sich laut der (vermutlich später konstruierten) Überlieferung im Jahre 501 v. Chr., das Amt des Diktators einzuführen. Die lex de dictatore creando dieses Jahres sah vor, dass zum Diktator nur bestimmt werden konnte, wer vorher Konsul gewesen war. Berufen wurde der Diktator, indem der Senat den Beschluss (senatus consultum) fasste, mit dem einer der Konsuln autorisiert wurde, einen Diktator zu benennen. Die Konsuln selbst durften nicht ohne den Senat entsprechend aktiv werden. Der so beauftragte Konsul ernannte dann eine Person seiner Wahl zum Diktator, in der Regel zwischen Mitternacht und Sonnenaufgang. Meist wurde die Person bestimmt, die bereits vom Senat für dieses Amt vorgeschlagen worden war; der Konsul war aber nicht an den Personalvorschlag des Senats gebunden, so dass es auch Fälle gab, bei denen ein Konsul davon abwich. Die Berufung zum Diktator erfolgte für gewöhnlich in Rom; war aber der Gewählte nicht in der Stadt, kam es vor, dass der Senat dem Konsul den Auftrag gab, den Diktator außerhalb Roms in sein Amt einzuführen; allerdings hielt man sich an die Regel, einen Diktator nicht außerhalb Italiens zu bestimmen. Ursprünglich war das Amt des Diktators den Patriziern vorbehalten. Im Jahre 356 v. Chr. ging man aber davon ab, als der Plebejer Gaius Marcius Rutilus zum Diktator ernannt wurde.
Man behielt die Regel, dass es jeweils nur einen Diktator geben durfte, stets bei. Lediglich unmittelbar nach der Schlacht von Cannae im Jahre 216 v. Chr. nominierte man Marcus Fabius Buteo zum Diktator (mit der Aufgabe, die freien Plätze im Senat wieder aufzufüllen), obwohl es mit Marcus Iunius Pera bereits einen amtierenden Diktator gab. Marcus Fabius Buteo verzichtete jedoch aus ebendiesem Grunde darauf, sein Amt anzutreten.

## Befugnisse und Machtmittel
War ein Diktator bestimmt, so hörten die Magistratsbeamten praktisch mit ihrer unabhängigen Amtsverwaltung auf und ordneten sich stattdessen dem Diktator unter, dessen Befehle sie ausführten. Die Machtfülle des Diktators ergab sich dabei vor allem durch seine Unabhängigkeit vom Senat und dadurch, dass er sich keinem Gerichtsverfahren unterziehen musste und völlige Immunität besaß. In gewisser Weise ähnelte er damit dem Volkstribun, doch repräsentierte der Diktator die gesamte römische Nation, nicht nur die Plebejer. Zwar stellte sich kein Diktator offen gegen den Senat, prinzipiell war er aber, zumal er keinen Amtskollegen hatte, völlig unabhängig. Gegen seine Beschlüsse gab es auch keine Revisions- oder Appellationsmöglichkeit, sie waren in jedem Fall bindend (Provokationsfreiheit). Als Zeichen seiner absoluten Macht über Leben und Tod wurden ihm von (24) Liktoren die Fasces vorangetragen.
Dem Diktator war es sogar erlaubt, römische Gesetze zu ändern, wenn er dies zur Abwehr der Gefahr für notwendig erachtete. Er konnte neue Gesetze erlassen, die nicht der Zustimmung durch die Volksversammlung bedurften. In der Regel stellten die Diktatoren ihre Gesetze aber dennoch zur Abstimmung, um im Volk einen festeren Rückhalt ihrer Position zu erlangen. So geschah es etwa im Fall der Proskriptionsgesetze Sullas. Zugleich war der Diktator auch oberster Gerichtsherr sowie Oberbefehlshaber des Heeres und Herr über die Exekutive.
Das Verhältnis zwischen Diktator und Volkstribunat war offenbar nicht genau geregelt. Da das Amt des Diktators vor dem des Volkstribuns geschaffen worden war, sah man offenbar keine Veranlassung, die Befugnisse des Diktators in Bezug auf den Tribun gesondert zu regeln. Zwar besaßen auch die Volkstribunen eine unabhängige Stellung, während einer Diktatur waren aber auch sie den Anordnungen des Diktators unterworfen und konnten dessen Aktionen nicht etwa durch ein Veto blockieren. Sie konnten nicht nur dessen Entscheidungen nicht blockieren, sie konnten auch ihr Beistands- und Hilferecht nicht dazu verwenden, sich gegen den Diktator zu wenden. Magistratsbeamte besaßen zwar ebenfalls in ihrer Amtszeit Immunität, nach deren Ablauf konnten sie für Fehlverhalten und Straftaten jedoch belangt werden. Dies war beim Diktator nicht der Fall; er besaß gewissermaßen Immunität auf Lebenszeit bzw. man behandelte eventuelle Rechtsverstöße so, als seien sie nicht aufgetreten.
Die Herrschaftsgewalt (das imperium) wurde angesichts dieser Machtfülle nicht selten mit der der früheren Monarchen verglichen, von der sie sich im Wesentlichen nur durch die Befristung unterschied. Es gab allerdings noch einige weitere Einschränkungen: So behielt der Senat auch während einer Diktatur die Kontrolle über die Finanzen, so dass der Diktator mit der Summe auskommen musste, die der Senat ihm zugestand. Außerdem durfte er Italien nicht verlassen, um dem eigenen Staat nicht von den Provinzen oder dem Ausland aus gefährlich werden zu können. Auch durfte er in der Stadt Rom selbst nicht ohne Zustimmung des Volkes hoch zu Pferd auftreten – dies hätte allzu deutliche Erinnerungen an das Verhalten der Könige heraufbeschworen. Immerhin aber waren einige der diktatorischen Insignien königlicher Herkunft: Neben dem Beil und den Fasces (die auch von den Konsuln und den Prätoren als Insignien verwendet wurden) waren das der kurulische Stuhl und die Toga Praetexta.
Dem Diktator stand stets ein von ihm ernannter magister equitum (Reiteroberst) zur Seite. Wenn dieser während der Amtszeit des Diktators starb, musste der Diktator einen neuen bestimmen. Mitunter schlug auch der Senat einen Kandidaten vor. Der magister equitum war höchster Beamter, abgesehen vom Diktator, dem er untergeordnet war, den er aber in dessen Abwesenheit vertreten konnte. Das imperium des magister equitum galt ansonsten als gleichrangig dem eines Prätors. Im Allgemeinen galt, dass ein magister equitum vorher Prätor gewesen sein musste, doch gab es von dieser Regel Ausnahmen. Den magister equitum begleiteten, wie den Prätor, sechs Liktoren und wie der Prätor trug auch er eine Toga Praetexta.

## Spätere Geschichte
Die Diktatur spielte vor allem eine Rolle in den Punischen Kriegen. Als ein Diktator seine Amtsgewalt dazu nutzte, auch außerhalb Italiens, in Afrika, Krieg zu führen, obwohl dies nicht den Regeln des Amtes entsprach, dachte man über eine Verfassungsänderung nach, zumal der Afrikafeldzug in einem Fiasko endete. Als dann aber Hannibal in Italien selbst einfiel, machte man erneut von der Institution der Diktatur Gebrauch. Nach dem Ende des Zweiten Punischen Krieges verschwand dann aber das Amt des Diktators und der Senat wählte stattdessen das Instrument des senatus consultum ultimum, einer Art Notstandsgesetz, mit dem der Senat die beiden Konsuln mit unbeschränkten Befugnissen ausstatten konnte.
Erst Sulla ließ das Amt wieder aufleben, veränderte aber zugleich dessen Charakter. Amtierten Diktatoren bis dahin rei gerendae causa, so ernannte sich Sulla selbst im Jahre 82 v. Chr. (ohne vorherige Befragung des Senats) zum dictator rei publicae constituendae causa, wobei er darauf verzichtete, seine Amtszeit zeitlich zu beschränken. Er hatte es dann auch mehrere Jahre inne, ehe er schließlich freiwillig zurücktrat.
Nächster Diktator wurde dann Gaius Iulius Caesar, der die Form insofern wahrte, als er die Amtszeit auf ein Jahr beschränkte. Die politische Situation nutzte er aber so geschickt aus, dass er das Amt zwischen 49 und 46 v. Chr. dreimal antreten konnte (I = 49–48, II = 48–47, III = 46–45), was auf eine mehrjährige Diktatur von 49 bis 45 hinauslief. Schließlich beschloss der Senat im Februar 44 v. Chr., Caesar zum dictator perpetuus, also zum Diktator auf Dauer zu ernennen, was allerdings Anlass für republikanisch gesinnte Gegner Caesars wurde, diesen am 15. März des gleichen Jahres zu ermorden. Nach dem Attentat verkündete Caesars Mit-Konsul die Lex Antonia, mit der das Amt des Diktators abgeschafft wurde.
Nach dem Abschluss der jahrelangen Wirren und Bürgerkriege, die auf Caesars Ermordung folgten, bot man dennoch Augustus dieses Amt an, der sich aber stattdessen im Jahre 27 v. Chr. für ein eigenes, Prinzipat genanntes Verfassungsmodell entschied, das einerseits die Formen der Republik wahrte, andererseits jedoch die unangefochtene Machtstellung des Kaisers sicherte, womit in gewisser Weise die klassische Diktatur in gewandelter Form ihren Höhepunkt erlebte.
Der Begriff Diktatur, der sich aus dem Amt der römischen Republik herleitete, hatte in späteren Epochen eine meist negative Konnotation. In Italien hat sich im Begriff dittatore mindestens bis ins 19. Jahrhundert die ursprüngliche Bedeutung erhalten, nämlich ein zeitlich befristetes Amt mit unbegrenzten Vollmachten. Der Venezianer Attilo Bandiera, der 1840 den Geheimbund Esperia gegründet hatte, trug ihn 1842 dem Freiheitskämpfer Giuseppe Mazzini an, der aber die Vorstellung einer „revolutionären Diktatur“ zurückwies. Am 11. August 1848 erhielt Daniele Manin angesichts der Belagerung Venedigs durch österreichische Truppen vom demokratisch gewählten venezianischen Stadtparlament „unbegrenzte Vollmachten“ als Diktator. Giuseppe Garibaldi ernannte sich 1860 im Namen von König Viktor Emanuel II. zum Diktator von Sizilien. Die faschistische Diktatur Italiens im 20. Jahrhundert knüpfte auch in ihren Symbolen bewusst an das antike Rom an. Die ursprüngliche Idee des Diktators als unbegrenzt bevollmächtigter Amtsträger für kurzfristige Ausnahmesituationen wurde im Bayern der 1920er Jahre unter der Bezeichnung Generalstaatskommissar wieder aufgegriffen.

## Liste der römischen Diktatoren
| Jahr(e) v. Chr. | Diktator dictator                                            | Reiteroberst magister equitum                        | Aufgabe                                                  |
| --------------- | ------------------------------------------------------------ | ---------------------------------------------------- | -------------------------------------------------------- |
| 501             | T. Larcius Flavus                                            | Sp. Cassius Vecellinus                               | rei gerundae causa                                       |
| 496 (499?)      | A. Postumius Albus Regillensis                               | T. Aebutius Helva                                    | rei gerundae causa                                       |
| 494             | M'. Valerius Maximus                                         | Q. Servilius Priscus Structus                        | rei gerundae causa                                       |
| 458             | L. Quinctius Cincinnatus                                     | L. Tarquitius Flaccus                                | rei gerundae causa                                       |
| 439             | L. Quinctius Cincinnatus II                                  | C. Servilius Ahala                                   | rei gerundae causa oder seditionis sedandae causa        |
| 437             | Mam. Aemilius                                                | L. Quinctius Cincinnatus                             | rei gerundae causa                                       |
| 435             | Q. Servilius Priscus Fidenas                                 | Post. Aebutius Helva Cornicen                        | rei gerundae causa                                       |
| 434             | Mam. Aemilius II                                             | A. Postumius Tubertus                                | rei gerundae causa                                       |
| 431             | A. Postumius Tubertus                                        | L. Iulius Iullus                                     | rei gerundae causa                                       |
| 426             | Mam. Aemilius III                                            | A. Cornelius Cossus                                  | rei gerundae causa                                       |
| 418             | Q. Servilius Priscus Fidenas II                              | C. Servilius Axilla                                  | rei gerundae causa                                       |
| 408             | P. Cornelius Rutilus Cossus                                  | C. Servilius Ahala                                   | rei gerundae causa                                       |
| 396             | M. Furius Camillus                                           | P. Cornelius Maluginensis                            | rei gerundae causa                                       |
| 390             | M. Furius Camillus II                                        | L. Valerius Potitus                                  | rei gerundae causa                                       |
| 389             | M. Furius Camillus III                                       | C. Servilius Ahala                                   | rei gerundae causa                                       |
| 385             | A. Cornelius Cossus                                          | T. Quinctius Cincinnatus Capitolinus                 | rei gerundae causa                                       |
| 380             | T. Quinctius Cincinnatus Capitolinus                         | Aulus Sempronius Atratinus                           | rei gerundae et seditionis sedandae causa                |
| 368             | M. Furius Camillus IV                                        | L. Aemilius Mamercinus                               | rei gerundae causa                                       |
| 368             | P. Manlius Capitolinus                                       | C. Licinius Calvus                                   | seditionis sedandae et rei gerundae causa                |
| 367             | M. Furius Camillus V                                         | T. Quinctius Cincinnatus Capitolinus                 | rei gerundae causa                                       |
| 363             | L. Manlius Capitolinus Imperiosus                            | L. Pinarius Natta                                    | clavi figendi causa                                      |
| 362             | Ap. Claudius Crassus Inregillensis                           | P. Cornelius Scapula (?)                             | rei gerundae causa                                       |
| 361             | T. Quinctius Pennus Capitolinus Crispinus                    | Ser. Cornelius Maluginensis                          | rei gerundae causa                                       |
| 360             | Q. Servilius Ahala                                           | T. Quinctius Pennus Capitolinus Crispinus            | rei gerundae causa                                       |
| 358             | C. Sulpicius Peticus                                         | M. Valerius Poplicola                                | rei gerundae causa                                       |
| 356             | C. Marcius Rutilus                                           | C. Plautius Proculus                                 | rei gerundae causa                                       |
| 353             | T. Manlius Imperiosus Torquatus                              | A. Cornelius Cossus Arvina                           | rei gerundae causa                                       |
| 352             | C. Iulius (Iullus?)                                          | L. Aemilius Mamercinus                               | rei gerundae et comitiorum habendorum causa              |
| 351             | M. Fabius Ambustus                                           | Q. Servilius Ahala                                   | comitiorum habendorum causa                              |
| 350             | L. Furius Camillus                                           | P. Cornelius Scipio                                  | comitiorum habendorum causa                              |
| 349             | T. Manlius Imperiosus Torquatus II                           | A. Cornelius Cossus Arvina                           | comitiorum habendorum causa                              |
| 348             | unbekannt                                                    | unbekannt                                            | comitiorum habendorum causa                              |
| 345             | L. Furius Camillus II                                        | Cn. Manlius Capitolinus Imperiosus                   | rei gerundae causa                                       |
| 344             | P. Valerius Poplicola                                        | Q. Fabius Ambustus                                   | feriarum constituendarum causa                           |
| 342             | M. Valerius Corvus                                           | L. Aemilius Mamercinus Privernas                     | seditionis sedandae causa oder rei gerundae causa        |
| 340             | L. Papirius Crassus                                          | L. Papirius Cursor                                   | rei gerundae causa                                       |
| 339             | Q. Publilius Philo                                           | D. Iunius Brutus Scaeva                              | brachte Gesetze zu Gunsten der Plebejer ein              |
| 337             | C. Claudius Crassus Inregillensis                            | C. Claudius Hortator                                 | Amt niedergelegt                                         |
| 335             | L. Aemilius Mamercinus Privernas                             | Q. Publilius Philo                                   | comitiorum habendorum causa                              |
| 334             | P. Cornelius Rufinus                                         | M. Antonius                                          |                                                          |
| 333             | P. Cornelius Rufinus                                         | M. Antonius                                          | rei gerundae causa (?)                                   |
| 332             | M. Papirius Crassus                                          | P. Valerius Poplicola                                | rei gerundae causa                                       |
| 331             | Cn. Quinctius Capitolinus                                    | C. Valerius Potitus oder L. Valerius Flaccus         | clavi figendi causa                                      |
| 327             | M. Claudius Marcellus                                        | Sp. Postumius Albinus Caudinus                       | comitiorum habendorum causa                              |
| 325             | L. Papirius Cursor                                           | Q. Fabius Maximus Rullianus                          | rei gerundae causa                                       |
| 324             | L. Papirius Cursor II                                        | M. (Livius) Drusus                                   | rei gerundae causa                                       |
| 322             | A. Cornelius Cossus Arvina                                   | M. Fabius Ambustus                                   | rei gerundae et ludorum faciendorum causa                |
| 321             | Q. Fabius Ambustus                                           | P. Aelius Paetus                                     | comitiorum habendorum causa                              |
| 321             | M. Aemilius Papus                                            | L. Valerius Flaccus                                  | comitiorum habendorum causa                              |
| 320             | C. Maenius                                                   | M. Foslius Flaccinator                               | quaestionibus exercendis                                 |
| 320             | L. Cornelius Lentulus                                        | L. Papirius Cursor                                   | rei gerundae causa (?)                                   |
| 320             | T. Manlius Imperiosus Torquatus                              | L. Papirius Cursor                                   | comitiorum habendorum causa (?)                          |
| 316             | L. Aemilius Mamercinus Privernas                             | M. (oder L.) Fulvius Curvus                          | rei gerundae causa                                       |
| 315             | Q. Fabius Maximus Rullianus                                  | Q. Aulius Cerretanus                                 | rei gerundae causa                                       |
| 314             | C. Maenius II                                                | M. Folius Flaccinator                                | rei gerundae causa                                       |
| 313             | C. Poetelius Libo                                            | M. Poetelius Libo                                    | rei gerundae et clavi figendi causa                      |
| 313             | Q. Fabius Maximus Rullianus II                               |                                                      | rei gerundae causa                                       |
| 312             | C. Sulpicius Longus                                          | C. Iunius Bubulcus Brutus                            | rei gerundae causa                                       |
| 309             | L. Papirius Cursor III                                       | C. Iunius Bubulcus Brutus                            | rei gerundae causa                                       |
| 306             | P. Cornelius Scipio Barbatus                                 | P. Decius Mus                                        | comitiorum habendorum causa                              |
| 302             | C. Iunius Bubulcus Brutus                                    | M. Titinius                                          | rei gerundae causa                                       |
| 301             | M. Valerius Corvus II                                        | Q. Fabius Maximus Rullianus oder M. Aemilius Paullus | rei gerundae causa                                       |
| 287             | Q. Hortensius                                                | unbekannt                                            | seditionis sedandae causa oder rei gerundae causa        |
| 291/285         | M. Aemilius Barbula Ap. Claudius Caecus P. Cornelius Rufinus | unbekannt                                            | rei gerundae causa (?)                                   |
| 280             | Cn. Domitius Calvinus Maximus                                | unbekannt                                            | comitiorum habendorum causa                              |
| 263             | Cn. Fulvius Maximus Centumalus                               | Q. Marcius Philippus                                 | clavi figendi causa                                      |
| 257             | Q. Ogulnius Gallus                                           | M. Laetorius Plancianus                              | ludorum faciendorum causa                                |
| 249             | M. Claudius Glicia                                           | kein magister equitum ernannt                        | ohne Nennung                                             |
| 249             | A. Atilius Caiatinus                                         | L. Caecilius Metellus                                | rei gerundae causa                                       |
| 246             | Ti. Coruncanius                                              | M. Fulvius Flaccus                                   | comitiorum habendorum causa                              |
| 231             | C. Duilius                                                   | C. Aurelius Cotta                                    | comitiorum habendorum causa                              |
| 224             | L. Caecilius Metellus                                        | N. Fabius Buteo                                      | comitiorum habendorum causa                              |
| 221             | Q. Fabius Maximus Verrucosus                                 | C. Flaminius                                         | rei gerundae causa (?)                                   |
| 217             | Q. Fabius Maximus Verrucosus II                              | M. Minucius Rufus                                    | rei gerundae causa                                       |
| 217             | M. Minucius Rufus                                            |                                                      | rei gerundae causa                                       |
| 217             | L. Veturius Philo                                            | M. Pomponius Matho                                   | comitiorum habendorum causa                              |
| 216             | M. Iunius Pera                                               | Ti. Sempronius Gracchus                              | rei gerundae causa                                       |
| 216             | M. Fabius Buteo                                              | kein magister equitum ernannt                        | legendo senatui                                          |
| 213             | C. Claudius Centho                                           | Q. Fulvius Flaccus                                   | comitiorum habendorum causa                              |
| 210             | Q. Fulvius Flaccus                                           | P. Licinius Crassus Dives                            | comitiorum habendorum causa                              |
| 208             | T. Manlius Torquatus                                         | C. Servilius Geminus                                 | comitiorum habendorum causa et ludorum faciendorum causa |
| 207             | M. Livius Salinator                                          | Q. Caecilius Metellus                                | comitiorum habendorum causa                              |
| 205             | Q. Caecilius Metellus                                        | L. Veturius Philo                                    | comitiorum habendorum causa                              |
| 203             | P. Sulpicius Galba Maximus                                   | M. Servilius Pulex Geminus                           | comitiorum habendorum causa oder rei gerundae causa      |
| 202             | C. Servilius Geminus                                         | P. Aelius Paetus                                     | comitiorum habendorum causa                              |
| 82–79           | L. Cornelius Sulla Felix                                     | L. Valerius Flaccus                                  | legibus faciendis et rei publicae constituendae causa    |
| 49              | C. Iulius Caesar                                             | kein magister equitum ernannt                        | rei gerundae causa                                       |
| 48–47           | C. Iulius Caesar II                                          | M. Antonius                                          | rei gerundae causa                                       |
| 46–45           | C. Iulius Caesar III                                         | M. Aemilius Lepidus                                  | rei gerundae causa                                       |
| 44              | C. Iulius Caesar IV                                          | M. Aemilius Lepidus                                  | rei gerundae causa; Caesar Diktator auf Lebenszeit       |